# کارولینه هرفورت
کارولین هرفورت (آلمانی: Karoline Herfurth؛ زادهٔ ۲۲ مهٔ ۱۹۸۴) هنرپیشه اهل جمهوری دمکراتیک آلمان است.
از فیلم‌هایی که وی در آن نقش داشته‌است، می‌توان به کتاب‌خوان، قصه یک آدمکش و اشتیاق اشاره کرد.